# Rhysodromus
Genre
Synonymes
- Locupletus Schick, 1965

Rhysodromus est un genre d'araignées aranéomorphes de la famille des Philodromidae.

## Distribution
Les espèces de ce genre se rencontrent en écozone holarctique.

## Liste des espèces
Selon World Spider Catalog (version 26, 11/03/2025) :
- Rhysodromus ablegminus (Szita & Logunov, 2008)
- Rhysodromus alascensis (Keyserling, 1884)
- Rhysodromus angulobulbis (Szita & Logunov, 2008)
- Rhysodromus cinerascens (O. Pickard-Cambridge, 1885)
- Rhysodromus fallax (Sundevall, 1833)
- Rhysodromus genoensis Zamani & Marusik, 2021
- Rhysodromus halophilus (Levy, 1977)
- Rhysodromus hierosolymitanus (Levy, 1977)
- Rhysodromus hierroensis (Wunderlich, 1992)
- Rhysodromus histrio (Latreille, 1819)
- Rhysodromus hui (Yang & Mao, 2002)
- Rhysodromus lanchowensis (Schenkel, 1936)
- Rhysodromus latrophagus (Levy, 1999)
- Rhysodromus lepidus (Blackwall, 1870)
- Rhysodromus leucomarginatus (Paik, 1979)
- Rhysodromus medes Zamani & Marusik, 2021
- Rhysodromus mysticus (Dondale & Redner, 1975)
- Rhysodromus naxcivanicus (Logunov & Huseynov, 2008)
- Rhysodromus petrobius (Schmidt & Krause, 1995)
- Rhysodromus pictus (Kroneberg, 1875)
- Rhysodromus rikhteri (Logunov & Huseynov, 2008)
- Rhysodromus signatus (O. Pickard-Cambridge, 1870)
- Rhysodromus sinaiticus (Levy, 1977)
- Rhysodromus tikhmenevi Zamani & Marusik, 2025
- Rhysodromus timidus (Szita & Logunov, 2008)
- Rhysodromus triangulatus (Urita & Song, 1987)
- Rhysodromus tuvinensis (Szita & Logunov, 2008)
- Rhysodromus xerophilus (Szita & Logunov, 2008)
- Rhysodromus xinjiangensis (Tang & Song, 1987)

## Systématique et taxinomie
Ce genre a été décrit par Schick en 1965 dans les Thomisidae. Il est placé en synonymie avec Philodromus par Dondale et Redner en 1975. Il est relevé de synonymie par Kastrygina et Kovblyuk en 2016.
Locupletus a été placé en synonymie par Kastrygina et Kovblyuk en 2016.

## Publication originale
- Schick, 1965 : « The crab spiders of California (Araneida, Thomisidae). » Bulletin of the American Museum of Natural History, no 129, p. 1-180 (texte intégral).